# Aegolipton reflexum
Aegolipton reflexum är en skalbaggsart som först beskrevs av Karsch 1881.  Aegolipton reflexum ingår i släktet Aegolipton och familjen långhorningar. Inga underarter finns listade i Catalogue of Life.